# 塞尔焦·马塔雷拉
塞尔焦·马塔雷拉（義大利語：Sergio Mattarella，義大利語發音：[ˈsɛrdʒo mattaˈrɛlla]，1941年7月23日—），意大利政治家，2015年2月3日就任第12任意大利总统。他1983年至2008年是议员，1989年至1990年担任过教育部长，1999年至2001年任国防部长。2011年出任意大利宪法法院大法官。他毕业于罗马大学（University La Sapienza）法律学院，后在巴勒莫大学任教。其兄皮埃尔桑蒂被暗杀后步入政坛，并在1983年成为众议员，誓要清除黑手党。在2015年1月31日在第四轮投票中以665票赞成（总计1,009票）当选新一任意大利总统，2022年连任总统。

## 生平
马塔雷拉出生于西西里巴勒莫的政治世家。其父贝纳尔多是持天主教信仰的政治家，為意大利天主教民主党（DC）創立者，曾參與加斯佩里内阁。馬塔雷拉之兄，皮耶尔桑蒂·马塔雷拉在1978年任西西里主席，1980年被西西里黑手党暗殺。他的教父是萨尔瓦托 · 阿尔迪西奥(Salvatore Aldisio)，為其父友人。阿尔迪西奥曾是意大利人民党的副党魁，在早年遭受法西斯迫害；二戰后，阿尔迪西奥成为意大利民主制度重建者。
早年由于父亲的政治活動而從西西里舉家搬到了罗马，在天主教行动学生青年运动中服役。在1961年至1964年期间，他先后担任罗马学生代表和拉齐奥学生代表。1964年，他以优异的成绩毕业于拉萨皮恩扎-罗马大学(University La Sapienza)的法律系，论文题目為“有關政治指导的作用”。1967年，他在巴勒莫法院申請了律师執照，并在巴勒莫一家专门从事行政法的律师事务所从事法律工作。马塔雷拉也在巴勒莫大学公法研究所担任学术职务，并於1965年擔任宪法助理，然后成为副教授，負責教授议会法律。

## 政治生涯

### 1980年代

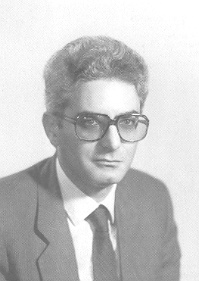
1983年的马塔雷拉

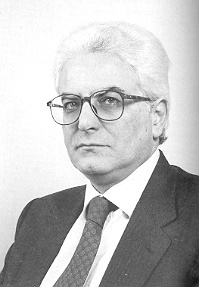
1994年的马塔雷拉

马塔雷拉的议政治生涯始于1983年，当时他在意大利天主教民主党的支持下当选为意大利众议院议员。次年，他受时任天民党秘书长的西里亚科·德 ·米塔委托，将该党的西西里党支部进行"清洗”，以摆脱黑手党对其控制。他被天民党籍时任总理乔凡尼·戈里亚任命为议会事务部长，并于1989年成为第六届朱利奥·安德烈奥蒂的教育部长。
1990年，随着意大利国会通过了《财富法案》 ，该法案放宽了意大利的媒体行业，而马塔雷拉和其他部长一起辞去了他的职位，他们反对并认为这是对当时的媒体大亨贝卢斯科尼的一种政治妥协。

### 1990年代
1990年，马塔雷拉被任命为意大利天主教民主党副秘书长。两年后，他离开了这个职位，成为党的官方报纸《意大利人民》(Il Popolo)的负责人。在1993年意大利公民投票之后，他联合其他议员起草了名为 “Mattarellum”的新选举法。1994年，天主教民主党因坦恩托波利(Tangentopoli)腐败丑闻而解散，他与米诺•马蒂纳佐利和其他天主教民主党前党员一起出走并创建了意大利人民党（PPI），并推举马蒂纳佐利为党魁。
在1994年选举中，马蒂纳佐利虽然成功当选为意大利众议院议员，但由于选举不佳而选择辞去该党党魁。新任党魁候选人罗科 · 布蒂格利翁内希望引导意大利人民党与贝卢斯科尼的意大利力量党结成选举联盟。在布蒂格利翁成功当选党魁后，马塔雷拉辞去了《意大利人民》负责人的职务以示反对。
在1996年的选举中，马塔雷拉是罗马诺•普罗迪(Romano Prodi)的首批支持者之一，普罗迪是中左翼联盟党派“橄榄树”(The Olive Tree)的党魁，同时是该年选举中左翼联盟的领导人。在中左派赢得选举后，马塔雷拉被任命为意大利人民党党鞭。两年后，第一届普罗迪政府因不信任案而垮台，马塔雷拉被时任总理马西莫 · 达莱马任命为副总理，并负责对情报部门的改革。马塔雷拉提议的情报部门改革方案收集了“ Jucci 委员会”所提供的信息，该委员会在这个问题上进行了广泛的工作，目的是通过取消内政部和国防部的权力，从而加强总理与政府安全情报局协调对情报部门的政治控制。
1999年12月，他被任命为第二届达莱马内阁的国防部长。作为国防部长，他支持北约对南斯拉夫的干预，并反对塞尔维亚总统斯洛博丹·米洛舍维奇; 他同时批准了意大利军队的改革，废除了征兵制度并改为募兵制。2000年达莱马辞职后，马塔雷拉继续担任朱利亚诺 · 阿马托内顾的国防部长。

### 2000年代
2000年10月，意大利人民党与其他中间派政党组建了一个名为“雏菊”(DL)的选举联盟，并在2002年3月合并为一个政党。在2001年和2006年的大选中，马塔雷拉以雏菊党员得身份再次当选为意大利众议院议员。
2007年，他组建并成为民主党的创始人之一。民主党是一个中间偏左的大型政党，由左翼和中间派政党合并而成，这些政党曾是“橄榄树”的一份子，包括“雏菊”和“左翼民主党”(为意大利共产党的主要继承者)。
2011年10月5日，马塔雷拉以572票当选为意大利宪法法院大法官。他于2011年10月11日宣誓就职，并一直工作到直到2015年宣誓就任意大利总统为止。

## 总统任期

### 当选总统

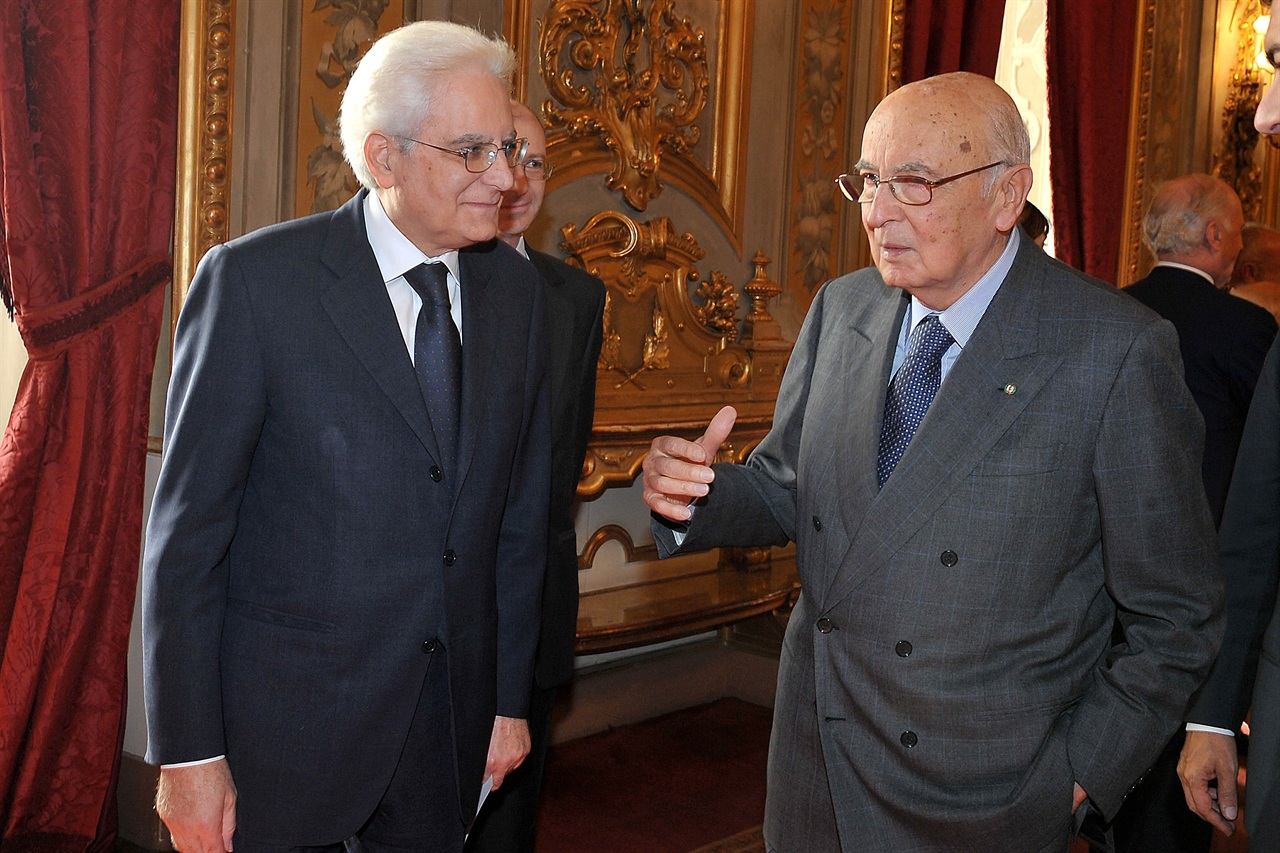
马塔雷拉与前任总统乔治

2015年1月31日，马塔雷拉在第四轮投票中以1009张国会选举人票中，得665票而当选新任意大利共和国总统。本次选举得到民主党、新中右翼党、公民选择党、中央联盟和左翼生态自由支持。
时任总理马泰奥 · 伦齐提名马塔雷拉之后，民主党正式认可他的选举资格。马塔雷拉接替前总统乔治·纳波利塔诺，后者直至2015年已担任意大利共和国总统已于九年，为意大利世上任期最长的总统。由于纳波利塔诺于1月14日辞职，而这期间由身为参议院议长的皮埃特罗 · 格拉索在马塔雷拉于2月3日就职前担任代理总统。马塔雷拉作为新总统的第一句话是: ”我首先特别想到的是...国民的困难，以及希望”
他的第一次总统访问是在他当选的那天，寻访罗马市民殉难纪念墓。于1944年3月24日第二次世界大战期间，纳粹占领军在此杀害335名罗马市民，作为对党卫军遭防抗军攻击报复。于二战结束时，此地宣布为纪念墓地，并每天向游客开放国家纪念区。马塔雷拉说到：”欧洲和世界必须团结起来，打败任何想把我们拖入新的恐怖时代的人”
2015年5月6日，马塔雷拉签署意大利新选举法，该条款规定基于两轮选举制的名单比例代表制，以及多数选票奖励制和3% 的修正门槛；候选人可以在100个有公开名单的多人选区竞选，但每个政党选出的第一个当选的候选人除外。

### 2016年公投

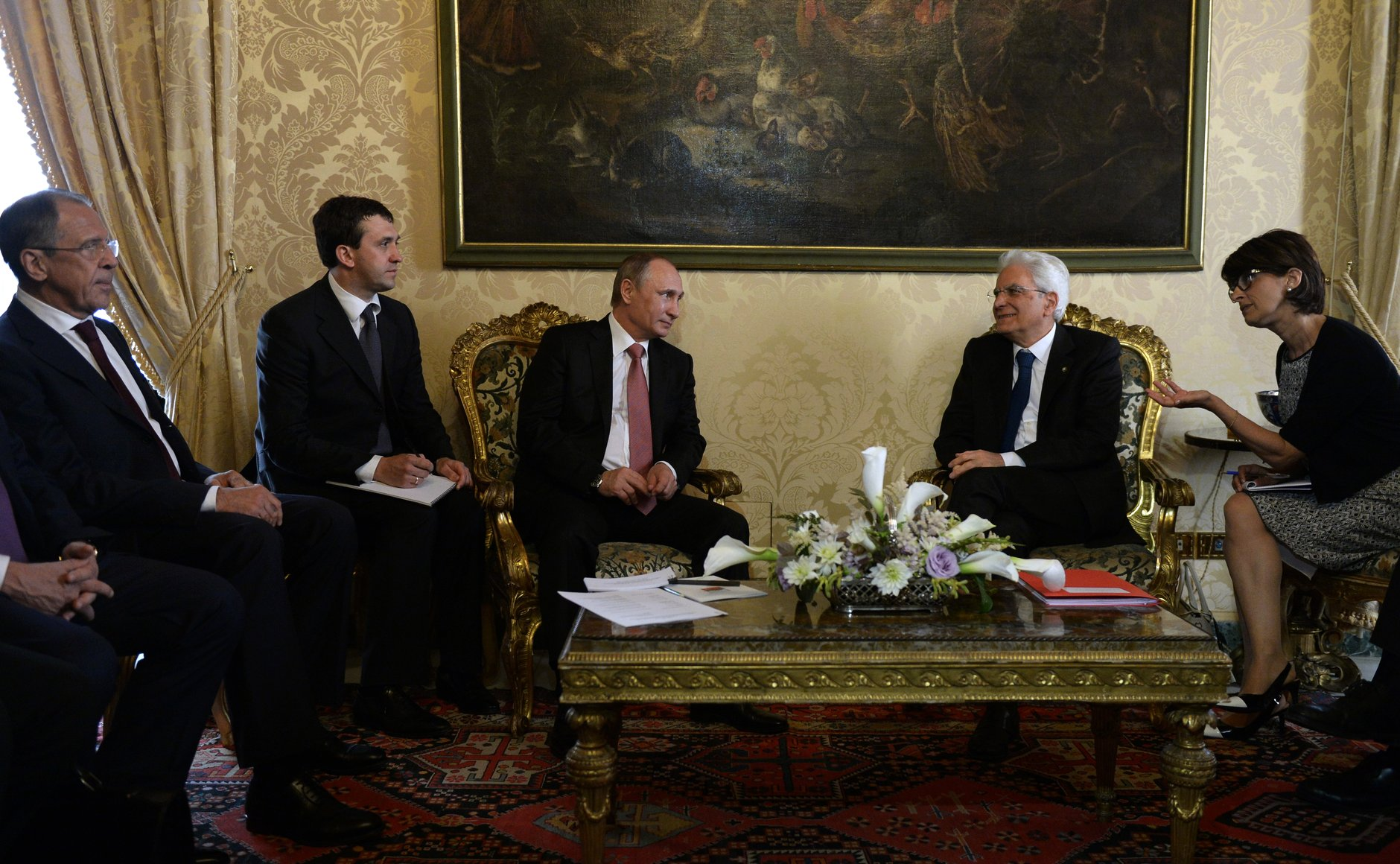
俄国总统普京与马塔雷拉会面（2015年于莫斯科）

2016年12月4日星期日，意大利举行了宪法公投。该公投题目为：您是否批准修改意大利宪法的宪法，从而改革意大利国会的组成和权力，以及国家、地区和其他行政实体之间的权力分配。该法案由时任意大利总理马泰奥 · 伦齐及其中间偏左的民主党提案，并于2014年4月8日首次在参议院提出。在参议院和最高意大利众议院对法律草案进行了几次修正之后，于2015年10月13日参议院以及于2016年1月11日众议院获得一读通过，最终于2016年1月20日和2016年4月12日分别于参众两院获得二读通过。但由于根据《宪法》第138条，由于修正《宪法》没有在第二轮投票中获得议会两院三分之二的特定多数通过，在参议院和意大利众议院五分之一以上的议员提出正式请求后，举行了公民投票。根据投票结果显示，59.11% 的选民投票反对宪法改革。此为意大利共和国史上第三次修宪公民投票; 另外两次是在2001年(修正案获得通过)和2006年(被否决)。由于宪法改革被以近60% 的选票被否决，2016年12月7日，总理伦齐宣布辞职。同年12月11日，马塔雷拉任命时任外交部长保罗 · 根蒂洛尼为新的意大利政府首脑。

### 2018年国会选举和政府组建

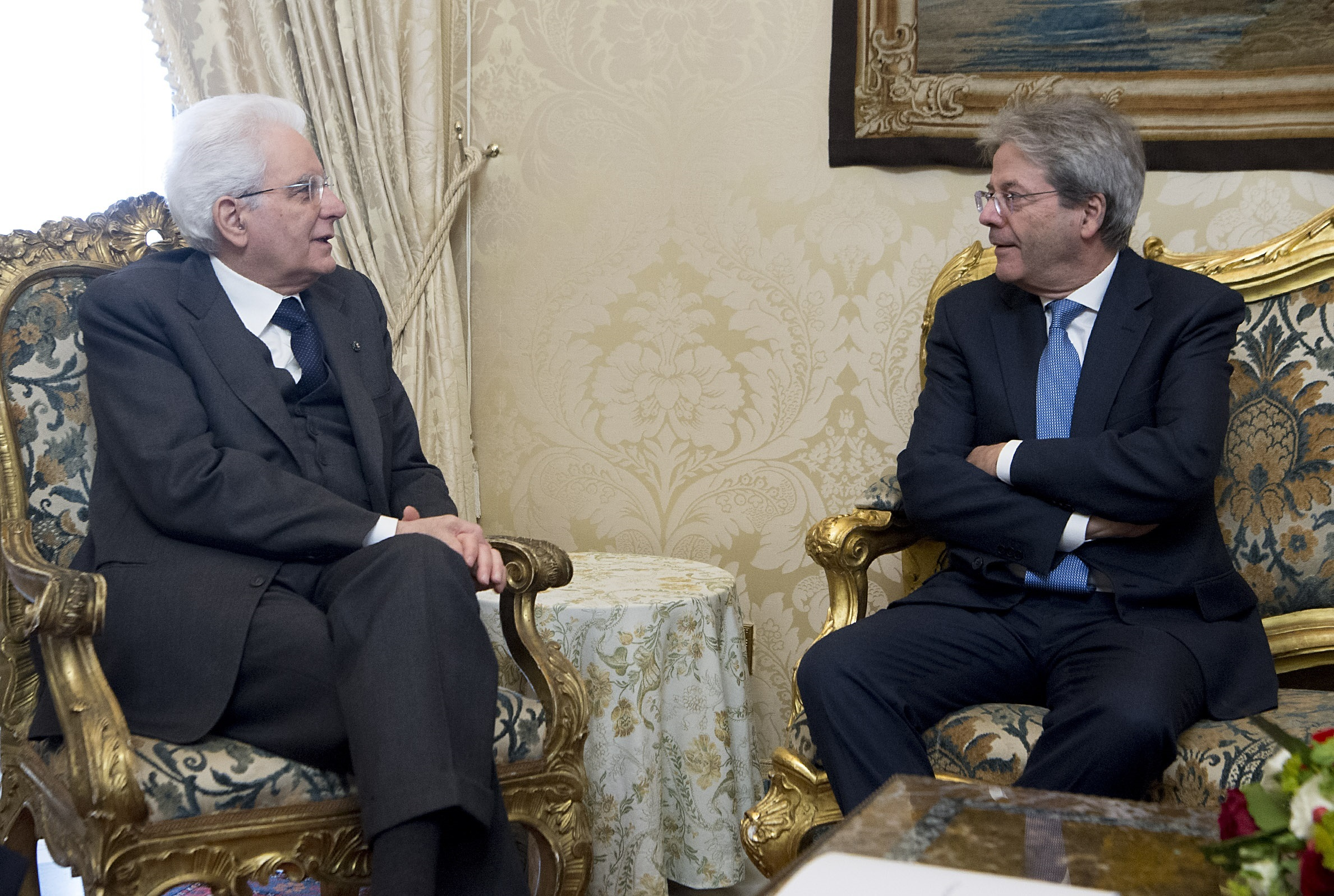
与时任总理真蒂罗尼（2018）

2018年3月的选举诞生悬浮国会，没有任何一个选举联盟能够在意大利众议院和共和国参议院中形成多数席位。这次选举被认为是对执政党的反对，右翼民粹政党五星运动(M5S)和中右翼联盟成为了议会中最大的两个政党。
选举结果公布后，五星运动党主席路易吉 · 迪 · 马约(Luigi Di Maio)和北方联盟秘书长马泰奥 · 萨尔维尼(Matteo Salvini)分别敦促马塔雷拉给予组建新内阁的任务，因为两者分别领导着最大的政党或联盟。
3月5日，马泰奥 · 伦齐宣布，在本届议会，民主党将成为在野和反对党，而他将在新内阁成立后辞去民主党党主席的职务。3月6日，萨尔维尼重申了他的竞选原则，中右翼联盟将拒绝与五星运动组成任何的政党联盟。3月14日，萨尔维尼态度放软，提出可以与五星运动一起执政，但强加了一个前提，即由前总理西尔维奥·贝卢斯科尼领导的联盟盟友意大利力量党也必须参与执政联盟。
五星运动党主席迪马约拒绝了这一提议，理由是“萨尔维尼的选择是复辟旧世界而不是改革” ，因为“贝卢斯科尼代表糟糕的过去”。此外，五星运动领袖之一的亚历山德罗 · 迪 · 巴蒂斯塔(Alessandro Di Battista)也否认与意大利力量党结盟的任何可能性，称贝卢斯科尼是“我们国家最邪恶的事物”。
4月4日到5日，马塔雷拉与各政党之间的协商未能产生总理候选人，这使马塔雷拉于2018年4月11日至12日主持另一轮协商。4月18日，马塔雷拉责成参议院议长伊丽莎白 · 卡塞拉蒂努力调和中右翼联盟与五星运动之间的矛盾，以打破选举后的政治僵局，组建一个全面运作的新政府。然而，她始终成功未能调和一个解决两个党派之间的冲突，特别是五星运动和意大利力量党之间的冲突。4月30日，民主党前领导人伦齐在接受采访时也表示反对与五星运动结盟，随后迪马约也呼吁举行新一轮选举。
5月7日，马塔雷拉主持了第三轮组建政府会谈，会后他正式确认五星运动拒绝与整个中右翼联盟结盟，民主党也拒绝与五星运动和中右翼联盟结盟，以及联盟的马泰奥 · 萨尔维尼拒绝与五星运动组建联合政府，除非它包括贝卢斯科尼的意大利力量党，后者在政府中存在的可能性被五星运动的领导人路易吉 · 迪 · 马约明确否决; 同时他宣布打算任命并组成一个无党“中立政府”(尽管五星运动和联盟拒绝支持这一选择)接替真提洛尼内阁，以此作为目前僵局的选择之一。最高法院同意在7月8日举行新的选举，但除五星运动以外的所有其他政党都拒绝了这一选择。

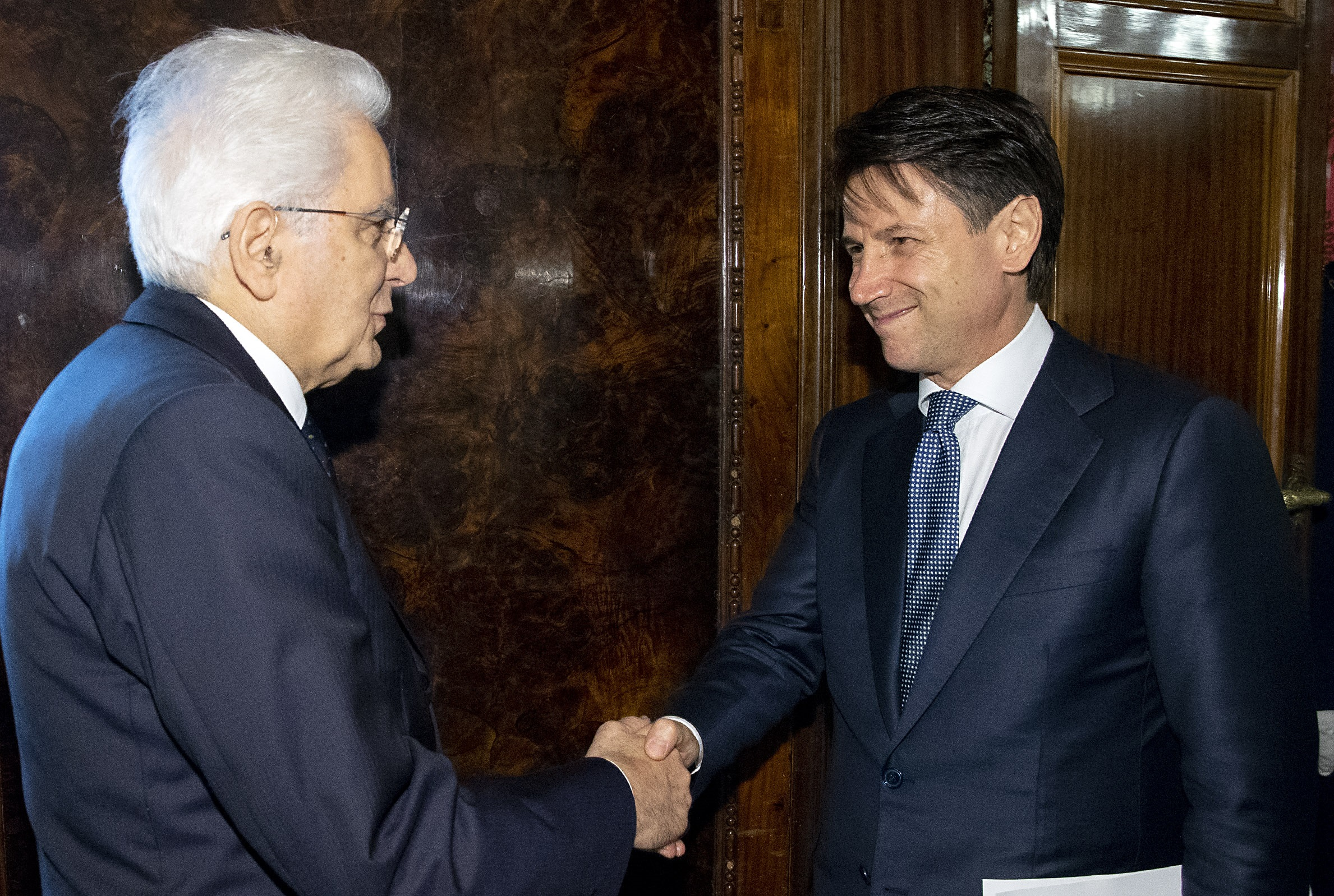
马塔雷拉于会见朱塞佩·孔特（2018年于奎宫）

5月9日当天晚些时候，西尔维奥·贝卢斯科尼公开宣布，意大利力量党不会支持对于五星运动政府的联盟提议，但该党仍会维持在中右联盟。两党在与马塔雷拉的会谈中，都要求延长一周的谈判时间，以便就一项详细的政府协议达成一致，并由共同推举一位总理领导联合政府。五星运动和北方联盟联盟都宣布，他们打算要求各自的党员在周末之前就政府协议进行投票。
2018年5月21日，迪马约和萨尔维尼向马塔雷拉提名法学教授朱塞佩·孔特担任意大利政府的总理。尽管意大利媒体的报道马塔雷拉可能对新政府的方向仍持保留意见，但孔特已于2018年5月23日应邀前往奎里纳尔宫接受总统授权，组建新一界内阁。在任命后的声明中，孔特表示，他会成为“意大利人民的辩护律师”。
然而在5月27日，担任副总理的萨尔维尼提名大学教授保罗•萨沃纳(Paolo Savona)担任财政部长，但马塔雷拉否决了这一任命，认为萨沃纳过于怀疑欧盟的经济体系。马塔雷拉宣布，两党可能都希望意大利退出欧元区，但作为意大利宪法和国家利益与稳定的保障者，他绝不能允许这种情况发生。随后孔特宣布辞职，马塔雷拉授权经济学家卡洛·科塔雷利(Carlo Cottarelli)组建临时政府。
马塔雷拉的决定激起了五星运动党团的强烈反应，并扬言要以叛国罪弹劾马塔雷拉，这一举动也得到了意大利反对党意大利兄弟党的支持。
此弹劾呼吁也引发了意大利和多个国际媒体强烈批评: 《晚邮报》编辑路奇亚诺·丰塔纳为马塔雷拉辩护，称：“迪·马约和萨尔维尼应对这场政治危机负责” ；《共和国报》编辑马里奥•科勒布雷西驳斥弹劾提案为“精神错乱的产物”，《赫芬顿邮报》编辑露西娅 · 安农齐亚塔认为迪 · 马约和萨尔维尼是“骗子” ；意大利新闻杂志《早报 》称他们是“叛国贼” ；而《世界报》则称赞马塔雷拉是“顽强的宪法守护者”；不过也有像《意大利真理报》编辑马尔科 · 特拉瓦里奥和毛里齐奥 · 贝尔皮耶特罗批评马塔雷拉的举动是一种对宪法凌虐，但也表示这不足以启动弹劾程序。
5月30日下午，马塔雷拉会见迪马约，迪马约态度转软，表示愿意改换财长人选、也称两党从未计划脱离欧元区。
5月31日，朱塞佩 · 孔蒂再次获得组建新内阁的总统授权，并提名了反对退出欧元区的经济学家乔瓦尼·特里亚任财长，而上一份名单中的财长萨沃纳改任欧洲事务部长。新政府于6月1日宣誓就职。

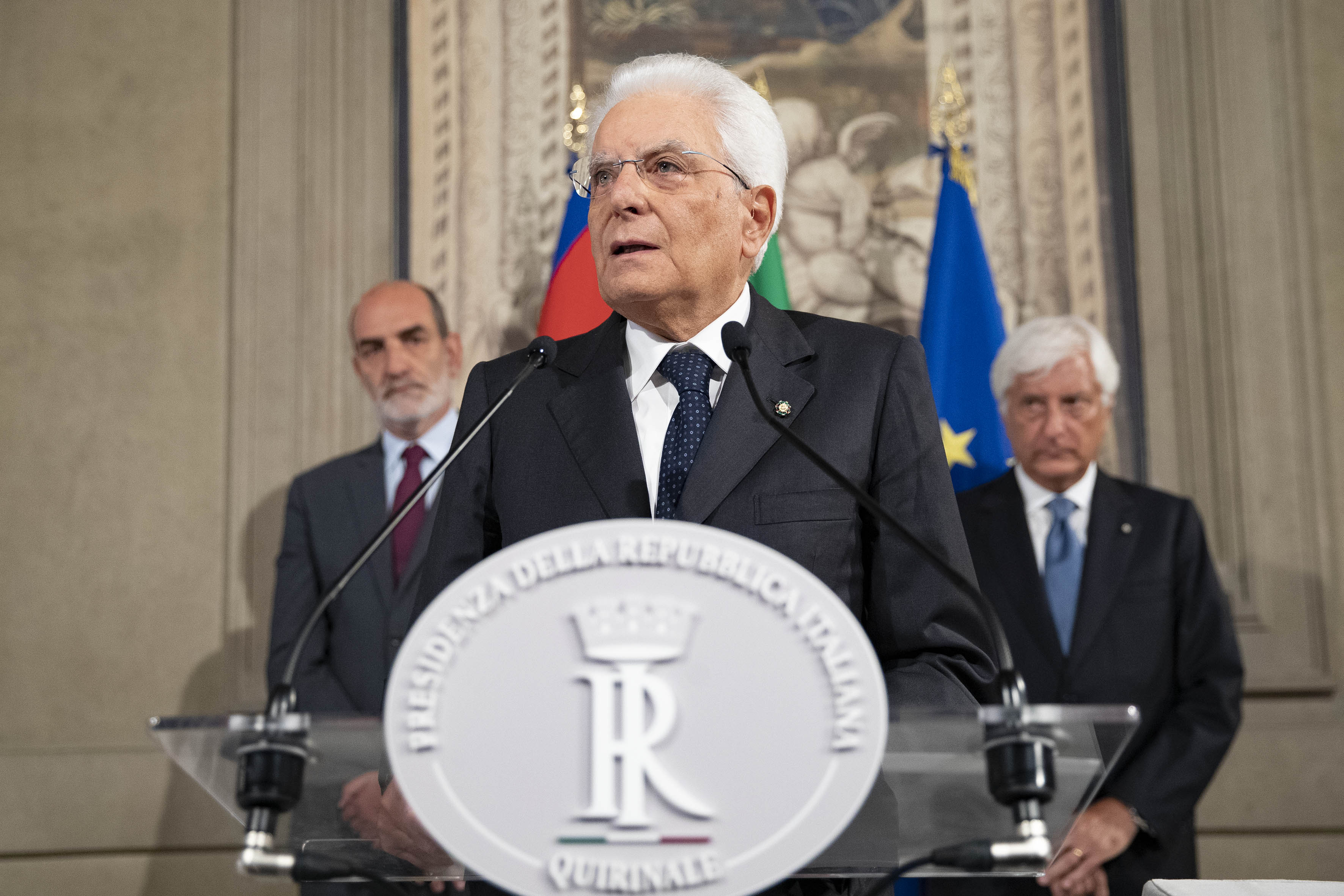
马塔雷拉于2019年与各党派进行协商

### 2019年政治危机
2019年8月，副总理马泰奥 · 萨尔维尼宣布对孔戴提出不信任动议，加剧了此前多数党内部的紧张局势。许多政治分析人士认为，提出不信任动议是为了迫使提前举行选举，以改善中右翼联盟在议会中的地位，确保萨尔维尼成为下一任总理。
8月20日，在议会辩论中，孔戴严厉指责萨尔维尼是一个政治机会主义者，他”只是为了个人利益而引发政治危机” ，随后向马塔雷拉请辞。次日，马塔雷拉开始与议会团体进行磋商。在马塔雷拉和议会之间的协商期间，五星运动和民主党之间可能出现了相对多数的信任票。8月28日，民主党领导人尼古拉 · 津加雷蒂宣布他会支持让朱塞佩 · 孔戴继续担任新政府首脑。
次日，马塔雷拉接见了孔戴，挽留并让他继续领导新内阁。9月4日，孔戴宣布了他的新内阁组成，而新一届阁员主要由五星运动和中左翼联盟组成，并于第二天在奎里纳莱宫宣誓就职。2019年9月9日，意大利众议院以343票赞成，263票反对，3票弃权通过了对政府的信任。2019年9月10日，在参议院的第二轮信任投票中，169名议员投票赞成新政府，133名议员投了反对票。

### Covid-19流行期间

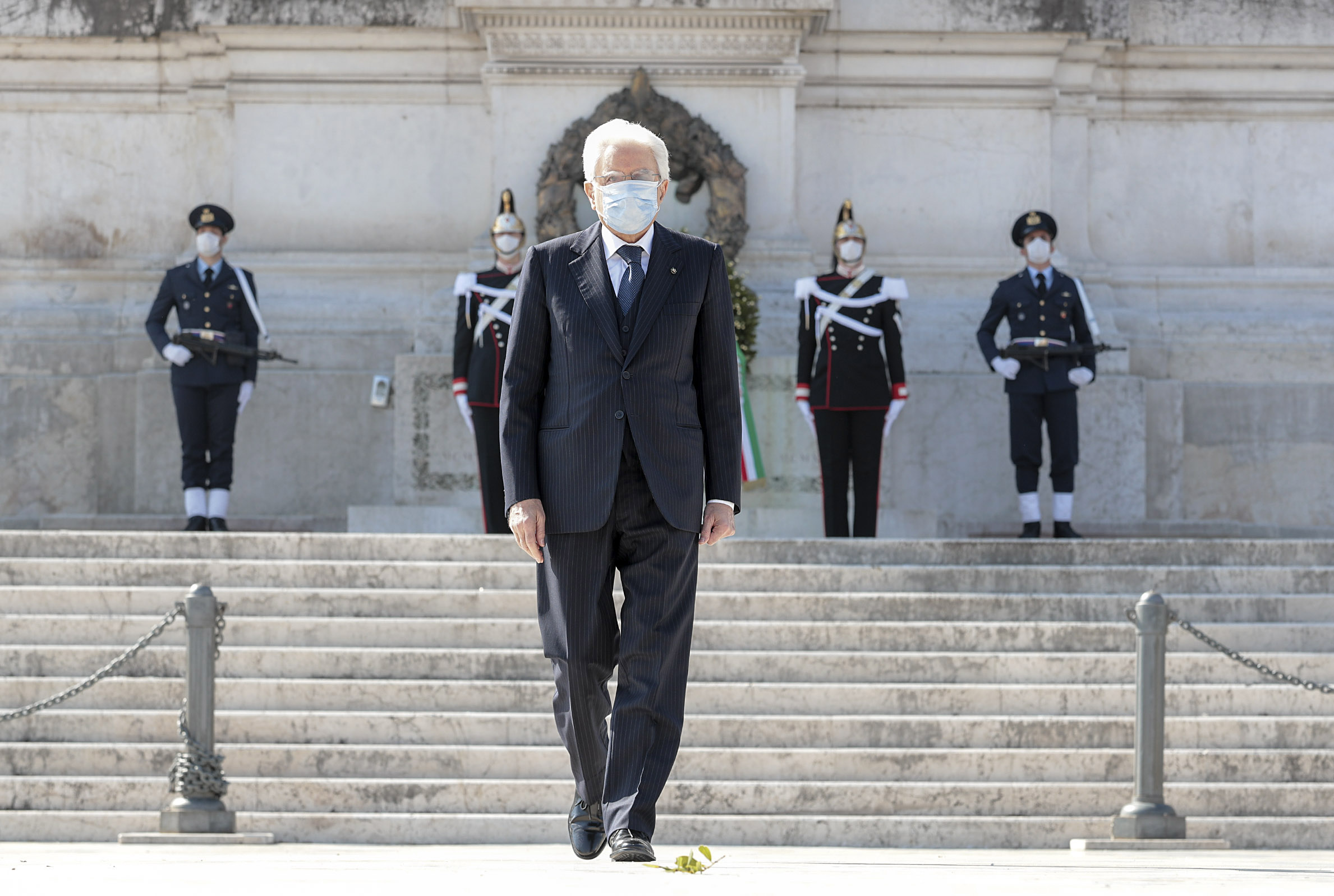
2020年4月解放日在维克托·伊曼纽尔二世纪念碑上的玛塔雷拉（因疫情而配戴口罩）

在马塔雷拉担任总统期间，意大利遭受爆发了2019冠状病毒病的打击。2020年2月，意大利成为2019冠状病毒病确诊病例最多的国家之一。截至2020年12月，已证实超过1,800,000宗冠状病毒个案和66,000宗死亡个案，疫情主要影响伦巴底、埃米利亚、罗马涅、威尼托和皮德蒙特等北部大区。
2月22日，孔特内阁宣布了一项控制2019冠状病毒疾病疫情的法案，对来自意大利北部11个不同城市的5万多人进行了隔离。并在几天之后，关闭全国的学校和大学。2020年3月8日，意大利政府将隔离措施扩大到整个伦巴底地区和其他14个北部省份，封锁了全国超过四分之一的人口。次日，政府将实施的隔离措施扩大到全国。在当时被描述为人类历史上最大的封锁措施。5月18日，封锁正式结束，政府允许酒吧、餐馆、理发店和健身房等重新开业。6月3日恢复了在部分地区之间旅行的可行性。

### 2021内阁重組
2021年1月13日，由于联合政府就2019冠状病毒病疫情防控及制定国家复苏计划草案上存在分歧，马泰奥·伦齐宣布意大利活力党退出执政联盟，导致孔特政府失去了意大利参议院的绝对多数地位。1月18日、19日，孔特政府在意大利众议院和意大利参议院仅以微弱优势通过信任投票。但由于孔特政府失去了意大利参议院的绝对多数地位，若无法获得参议院绝对多数支持，多项政策恐难以获得通过。1月26日，孔特向塞尔焦·马塔雷拉提出辞职。2月23日，马塔雷拉授權前義大利中央銀行行長及前歐洲中央銀行總裁马里奥·德拉吉（意大利语：Mario Draghi）組建新一屆內閣政府。

## 個人生活
他與玛丽萨·基亞澤（Marisa Chiazzese）結婚，後者是羅馬法學教授，巴勒莫大學院长勞羅·基亞澤（Lauro Chiazzese）的女兒。玛丽萨夫人已于2012年逝世。他有3个孩子，分別：爲劳拉(在她父亲的总统任期内履行第一夫人的礼仪职能)、弗朗西斯科和贝尔纳多二世。
2022年12月10日，马塔雷拉新冠病毒检测结果呈阳性。

## 选举历史

### 国会议员选举
| 选举日期 | 选举职位   | 选区                                        | 政党   | 得票    | 结果 |
| -------- | ---------- | ------------------------------------------- | ------ | ------- | ---- |
| 1983     | 众议院议员 | 巴勒莫–特拉帕尼–阿格里真托–卡尔塔尼塞塔选区 | 天民党 | 119,969 | 当选 |
| 1987     | 众议院议员 | 巴勒莫–特拉帕尼–阿格里真托–卡尔塔尼塞塔选区 | 天民党 | 143,935 | 当选 |
| 1992     | 众议院议员 | 巴勒莫–特拉帕尼–阿格里真托–卡尔塔尼塞塔选区 | 天民党 | 50,280  | 当选 |
| 1994     | 众议院议员 | 西西里第一选区                              | 人民党 | 待补充  | 当选 |
| 1996     | 众议院议员 | 西西里第一选区                              | 人民党 | 待补充  | 当选 |
| 2001     | 众议院议员 | 特伦蒂诺—上阿迪杰/南蒂罗尔选区              | 雏菊   | 待补充  | 当选 |
| 2006     | 众议院议员 | 西西里第一选区                              | 橄榄树 | 待补充  | 当选 |

### 总统选举
| 2015年意大利总统选举(第四轮投票) | 2015年意大利总统选举(第四轮投票) | 2015年意大利总统选举(第四轮投票) | 2015年意大利总统选举(第四轮投票) |
| 候选人                           | 所属政党                         | 得票数                           | %                                |
| -------------------------------- | -------------------------------- | -------------------------------- | -------------------------------- |
| 塞尔焦 马塔雷拉                  | 中左翼联盟                       | 665                              | 65.9                             |
| 费尔迪南德 因普西马杜            | 五星运动                         | 127                              | 12.6                             |
| 其他 / 无效及弃权票              | 其他 / 无效及弃权票              | 217                              | 21.5                             |
| 总票数                           | 总票数                           | 1,009                            | 100.0                            |

## 荣誉

### 国家荣誉
- 義大利: 意大利文化艺术勋章获得者(27 December 1991)
- 義大利: 意大利共和国桂冠大十字勋章 (3 February 2015)
- 義大利: 军事荣誉领袖勋章(3 February 2015)
- 義大利: 劳工荣誉领袖勋章 (3 February 2015)
- 義大利: 意大利之星勋章 (3 February 2015)

### 他国荣誉
- 阿根廷:解放者圣马丁将军勋章 (8 May 2017) [55]
- 亞美尼亞:大十字荣誉勋章 (30 July 2018) [56]
- 奥地利奥地利共和国勋章之星 (1 July 2019)
- : 海达尔 · 阿利耶夫勋章 [57]
- 保加利亚: 帕拉尼亚山脉勋章 (12 September 2016)
- 喀麦隆: 喀麦隆英勇勋章 (11 March 2016) [58]
- 爱沙尼亚:塔拉蜜莉亚娜勋章(2 July 2018) [59]
- 芬兰: 白玫瑰勋章 (27 September 2017)[60][61]
- 德国:联邦十字勋章(19 September 2019)[62]
- 希腊: 希腊救世主勋章 (26 November 2015) [63]
- 拉脫維亞:三星勋章链之荣誉司令官(29 June 2018)[64][65]
- 立陶宛: 维陶塔斯大帝勋章 (5 July 2018) [66]
- 馬爾他: 法国民族之荣誉同伴勋章 (13 September 2017) [67]
- 墨西哥: 阿兹台克之鹰勋章(4 July 2016) [68]
- 荷蘭: 荷兰雄狮勋章 (20 June 2017) [69]
- 挪威: 圣奥拉夫大十字勋章 (6 April 2016) [70]
- 葡萄牙: 自由勋章(6 December 2017) [71]
- 羅馬尼亞:罗马尼亚之星勋章 (11 June 2016) [72]
- 馬爾他騎士團:梅利托 · 梅利坦西骑士团荣誉勋章(27 October 2016) [73]
- 瑞典: 皇家六翼天使骑士勋章 (13 November 2018) [74]
- 英国:大英帝国的荣誉骑士指挥官 (as Minister of Defence)  (16 October 2000)
- 梵蒂冈:教宗庇护九世勋章 (17 April 2015) [75]